# Nduren
Nduren är en ort i Gambia. Den ligger i regionen North Bank, i den västra delen av landet, 70 km öster om huvudstaden Banjul. Antalet invånare var 230 vid folkräkningen 2013.